# 香港瘰螈
香港瘰螈（學名：Paramesotriton hongkongensis），舊稱香港蠑螈，是香港唯一一種本土蠑螈。部份自然學家認為牠們是中國瘰螈（Paramesotriton chinensis）的一個亞種，但普遍認同分立的方法。除香港外，廣東省深圳市少數地區也有其蹤影。

## 特徵
香港瘰螈全長大約14公分，背部有一條明顯的中脊，背中部兩側都有明顯的突脊，一直伸展至尾部前面。牠們身體由紅色到深啡色，腹部顏色差不多，但有橙色的斑紋。前肢4指，後肢5趾，趾間無蹼。尾巴扁，用以游泳。繁殖期雄性條尾中兩側會有藍色紋。
香港瘰螈於蝌蚪階段用外露的鰓呼吸，身長大約1.5公分，長大後鰓會慢慢消失。

## 生活習性
香港瘰螈喜愛居住於清澈、有大石的森林山澗，主要進食魚、蚯蚓、蝦及昆蟲幼蟲等小動物為生，而本身也是大魚、雀等動物的食物。

## 保育現狀
香港瘰螈面臨污染和生境退化問題，亦可能面對捕捉作寵物貿易的威脅。香港瘰螈在香港受到香港法例第170條《野生動物保護條例》保護，分佈點也在郊野公園內，因此在IUCN紅色名錄內被評為近危物種。

## 人工圈养繁殖
香港濕地公園及嘉道理農場暨植物園現時有飼養香港瘰螈，以前香港海洋公園「金魚大觀園」都有飼養過。

### 引用
1. ↑  Michael Wai Neng Lau, Bosco Chan et el. . The IUCN Red List of Threatened Species 2004.   [2009年1月15日].
2. ↑  Thorn and Raffaëlli et. al. 2001

### 书籍
- 《蛙蛙世界：香港兩棲動物圖鑑》
- 《香港動物原色圖鑑》